# Karaitský judaismus
| Židé a judaismus |
| Židé • Judaismus • Kdo je Žid |
| Ortodoxní • Konzervativní (Masorti) Progresivní (Reformní - Liberální) • Ultraortodoxní Samaritáni • Falašové • Karaité                                                                                            |
| Etnické skupiny a jazyky |
| Aškenázové • Sefardové • Mizrachim Hebrejština • Jidiš • Ladino • Ge'ez • Buchori |
| Populace (vývoj) |
| Evropa • Amerika • Asie • Afrika • Austrálie |
| Náboženství |
| Bůh • Principy víry • Boží jména 613 micvot • Halacha • Noachidské zákony Mesiáš • Eschatologie |
| Židovské myšlení, filosofie a etika |
| Židovská filosofie Cdaka • Musar • Vyvolenost Chasidismus • Kabala • Haskala |
| Náboženské texty |
| Tóra • Tanach • Mišna • Talmud • Midraš Tosefta • Mišne Tora • Šulchan aruch Sidur • Machzor • Pijut • Zohar |
| Životní cyklus, tradice a zvyky |
| Obřízka • Pidjon ha-ben • Simchat bat • Bar micva Šiduch • Svatba • Ketuba • Rozvod (Get) • Pohřeb Kašrut • Židovský kalendář • Židovské svátky Talit • Tfilin • Cicit • Kipa Mezuza • Menora • Šofar • Sefer Tora |
| Významné postavy židovství |
| Abrahám • Izák • Jákob • Mojžíš Šalomoun • David • Elijáš • Áron Maimonides • Nachmanides • Raši Ba'al Šem Tov • Ga'on z Vilna • Maharal                                                                           |
| Náboženské budovy a instituce |
| Chrám • Synagoga • Ješiva • Bejt midraš Rabín • Chazan • Dajan • Ga'on Kohen (kněz) • Mašgiach • Gabaj • Šochet Mohel • Bejt din • Roš ješiva                                                                      |
| Židovská liturgie |
| Šema • Amida • Kadiš Minhag • Minjan • Nosach Šacharit • Mincha • Ma'ariv • Musaf |
| Dějiny Židů |
| starověk • středověk • novověk |
| Blízká témata |
| Antisemitismus • Gój • Holocaust • Izrael Filosemitismus • Sionismus Abrahámovská náboženství |
| z • d • e |

Karaité (hebrejsky קָרָאִים‎, בני מקרא‎, בעלי מקרא‎, Kara'im, Bnej Mikra, Ba'alej Mikra; arabsky Qaraijjun, doslova: Písmáci, Synové Písma, Vlastníci Písma) jsou stoupenci židovského hnutí, někdy označovaného za sektu, které existuje od 8. století. Doktrína karaitského judaismu je charakteristická odmítnutím ústní Tóry a uznáváním pouze Tanachu (Starý zákon) jako normativního zdroje veškerých právních a náboženských tradic, čímž se odlišuje od hlavního směru judaismu, který je označován jako rabínský judaismus. Název pochází z hebrejského kořene קרא – „číst“.

## Původ karaitů
Skupina je jako „karaité“ nazývána až od 9. století. Jádro karaitského hnutí tvořila skupina nazvaná ananité, podle svého zakladatele Anana ben Davida. Karaité vznikli spojením různých směrů nalézajících se v babylónském a perském židovstvu, ať už v předislámské nebo islámské době, které se více či méně vzpouzely autoritě babylónského exilarchátu. Kromě ananitů skupina absorbovala také skupiny, jako byli iIsawité (následovníci falešného mesiáše Abu 'Isa al-Isfahani) nebo judghanité (následovníci jiného falešného mesiáše Jughdana – Jehudy, kteří byli silně ovlivněni šíitským islámem), a možná i pozůstatky skupin, které existovaly ještě v dobách Druhého Chrámu jako saduceové a boethusiáni, jejichž jednotícím elementem byl odpor vůči tradici v podobě, v jaké ji hlásala rabínská většina soustředěná kromě exilarchátu v Babylónii a patriarchátu v Izraeli.
Sami karaité tvrdí, že jejich původ sahá až do dob rozdělení izraelského království, kdy byla skutečná a jediná správná tradice předána potomkům kněze Sádoka, od nějž svůj původ odvozují saduceové.
Rabanité naopak tvrdí, že Anan založil novou sektu pouze z důvodu uražené pýchy, když byl jeho mladší bratr Chananja zvolen exilarchou místo něj a Anan se proti němu vzbouřil. Když byl za tento svůj čin chalífou uvězněn, mělo se mu ve vězení dostat rady, aby chalífovi řekl, že není heretikem, nýbrž zakladatelem nového náboženství. Anan byl propuštěn a mohl začít své působení.

### Rané dějiny karaitů
Ananova „reforma“ nebyla v pravém slova smyslu reformou. Znamenala sice zavržení rabínské tradice formulované v Mišně a Talmudu, ale některé věci do karaismu zahrnula (například doktrínu stěhování duší nebo celoměsíční půst podobný islámskému půstu v měsíci Ramadán) a navíc s rabínskými ustanoveními odstranila i řadu rabínských „zmírnění“ – například zákaz práce o šabatu začal být chápán mnohem přísněji stejně tak jako zákony ohledně obřízky, které se staly mnohem podrobnějšími, a podobně byly upraveny i zákony ohledně rituální čistoty a vztahů s nežidy.

### Rozkoly uvnitř hnutí
Anan přidal ke 13. pravidlům rabiho Jišma’ele větší důraz na pravidlo hekeš (analogii, arabsky qijás), možná pod vlivem chanáfitské školy v islámu. Ananova rada byla následující: „Pátrejte v Tóře a nedbejte na můj názor“ – tato doktrína měla ovšem za následek decentralizaci a nejednotnost hnutí a jeho brzké roztříštění do množství skupin. Ananovi následovníci začali být nazýváni ananité a zůstali vždy nepočetnou skupinou v rámci celého hnutí. Anan sám byl nazýván titulem nasi (kníže, titul izraelského patriarchy) stejně jako jeho potomci Ša’ul a Jošija.
Kromě ananitů existovaly i další skupiny, řada z nich existovala jako opozice vůči ananitům, jako ukbarité (následovníci Jišma’ele z Ukbary). Jišma’el z Ukbary byl vůči Ananovi v silné opozici a nazýval jej „bláznem“ a „oslem“. Ukbarité pravděpodobně přestali existovat již během 10. století.
Jedním z dalších sektářů uvnitř karaitského hnutí byl Mišawajh al-Ukbari, který navrhoval všechny rozpory uvnitř karaitského hnutí vyřešit tím, že by v nich karaité následovali rabanity (například ve slavení svátků). Dalšími byli například Musa (Moše) al-Zafarani, známý též jako Abu 'Imran al-Tiflisi, nebo karaita z Ramly Malik al-Ramli.

### 9. až 12. století
Doktrína, která zformovala karaitské hnutí, se vynořila až v 9. století s osobností Benjamina ben Moše Nahávendí (z města Nahávend v Persii). Benjamin položil základy karaitského judaismu a byl také prvním člověkem, který hnutí označil slovem Kara'im. Sa’adja Ga'on považuje za zakladatele karaismu právě Anana a Benjamina stejně jako Jehuda Halevi nebo arabští a karaitští autoři, kteří hovoří o karaitech jako Ascháb Anan wa-Binjamín – „následovnících Anana a Benjamina“. Volný výklad Bible se stal karaitskou normou a umožnil tak odstranit nejzásadnější rozpory mezi jednotlivci. Za zdroje, z nichž je možné vyvozovat zákony, považoval stejným dílem všechny tři části hebreské Bible, Tóru, Proroky i Spisy, na rozdíl od rabanitů, kteří za nejautoritativnější zdroj považovali Tóru, zatímco prorocké knihy a Spisy měly nižší status. Na rozdíl od Anana se nesnažil vůči rabanitům vymezit a nechoval k nim nenávist jako jeho předchůdce, navíc často jejich nařízení přijímal, ačkoli je nestanovoval pro karaity za závazná. Karaity dokonce nabádal k tomu, aby přijímali rabínskou interpretaci tam, kde Bible nedává jasnou odpověď.
Daniel ben Moše al-Qumisi z Jeruzaléma, mladší současník Benjamina, naopak zastával opačný postoj, odmítal existenci andělů a hlásal nutnost doslovného výkladu Písma. Jeho hnutí bylo ve svém pojetí mnohem přísnější ve srovnání s Benjaminovým tolerantním a dalo by se říci až liberálním přístupem.

### Vzestup a misijní aktivita
Poměrně záhy po své konsolidaci začali být karaité literárně plodní. Díla karaitů byla psaná většinou arabsky. Karaitská kultura vzkvétala především v muslimských zemích jako Egypt a severní Afrika a i v Izraeli. Karaitská misijní aktivita, ačkoli nebyla příliš úspěšná, vyvolala prudký útok ze strany rabanitů. Tím započal dlouhotrvající spor mezi oběma skupinami, leckdy přecházející v otevřenou nenávist – málokdy ovšem slovní přestřelky přerostly v otevřené násilí. Hlavním terčem karaitských útoků byly antropomorfismy, agada a mystika. Hlavní protikaraitský autor byl v 10. století Sa’adja Ga'on, který napsal několik protikaraitských spisů.

### Hlavní karaitští autoři
Největším karaitským autorem v 10. století byl Abú Jusúf Jákúb al-Kirkisání, který napsal kromě jiného i historii karaitů, Kitab al-Anwar wa-al-Maraqib. Dalšími byli Jafet ben Ali z Basry, autor arabského překladu Bible a komentáře k ní, který je často označován za karaitského Rašiho. Salmon ben Jerucham byl jedním z nejaktivnějších oponentů rabínského judaismu. Dalšími významnými karaity tohoto období byli Ananův potomek David ben Boaz nebo Sahl ben Mazli'ach ha-Kohen, karaitský misionář, který nám kromě jiného zanechal popis karaitské komunity v Jeruzalémě.
Jeruzalémská karaitská komunita byla velmi rozsáhlá, mezi jejími členy byli překladatelé, vykladači a komentátoři Bible i filosofové. Řada exegetů si získala respekt rabanitských komentátorů. Jednou z mimořádných osobností byl Josef ben Avraham ha-Kohen ha-Ro'e al-Basír. Jeho náboženská filosofie byla ovlivněna islámskou filosofií kalámu. Spolu s ním však nastal také konec zlaté éry karaitů v Izraeli. Al-Basírův žák Jehošua byl posledním karaitským učencem v zemi. Komunita vzala za své během křížových výprav, kdy byla vyvražděna téměř celá židovská komunita v Jeruzalémě. Když Godefroi z Bouillonu obsadil Jeruzalém, karaité stejně jako rabanité byli zaživa upáleni v synagoze. V roce 1642 bylo v Jeruzalémě pouze 27 karaitů, v 18. století již vůbec žádní. Karaité se vrátili do Jeruzaléma až v poslední době.

### Ústup karaitského judaismu
Úpadek hnutí započal již ve 12. století. Řada karaitů žila v Egyptě, kde zastávali řadu významných funkcí na rozdíl od tehdy utlačovaných rabanitů. Situaci změnil až příchod Maimonida, který zvrátil trend, kdy řada rabanitů přecházela ke karaismu. Mezi významnými karaity, kteří žili tou dobou v Egyptě, byl básník Moše ben Avraham Dar'i. Karaitský judaismus ale ideologicky stagnoval a nadále se nevyvíjel. Karaité jistou dobu působili ve Španělsku, ale po krátké době kastilská vláda na radu rabanitů karaity vypověděla. Po následném vypovědění všech Židů ze Španělska r. 1492 odešla většina karaitů do Osmanské říše, kde byly znovu navázány vztahy s vyhnanými rabanity a došlo ke vzájemn kooperaci a ovlivňování. Největší osobnost karaismu v 16. století, Elijahu ben Moše Bašjazi, žák rabanitských učenců, sepsal kodex karaitského práva Aderet Elijahu, označovaný někdy jako karaitský Šulchan aruch. Karaity je Elijahu označován jako Ha-posek ha-acharon – „poslední kodifikátor“. Avšak na konci 16. století karaité na území Osmanské říše opět upadli do stavu duchovní stagnace.

### Přesun na Krym
Těžiště karaitské kultury se opět přesunulo, tentokrát na Krym a do Litvy. Karaité na Krymu pobývali mnohem déle, nyní se ale karaité z této oblasti stali vůdčím elementem uvnitř hnutí. Podle karaitské tradice se zde karaité smísili s Tatary, litevští karaité také přejali tatarský jazyk a své modlitby přeložili do tatarštiny. Pod tatarským vlivem ale začali karaité opět stagnovat. V 18. století se karaité žijící pod ruskou nadvládou separovali definitivně od rabanitů. Jakožto potomky Tatarů je ruská pravoslavná církev nepovažovala za „vrahy Kristovy“, a tudíž se na ně nevztahovala protižidovská nařízení, která platila v tzv. pásu osídlení. Karaitská komunita přesto trpěla nedostatkem vůdčích autorit (chachamim).
Rusko a Ukrajina zůstaly centrem karaitské komunity až do druhé světové války. Během holocaustu skupina rabínských židů stanovila, že karaité nejsou židé ani židovského původu, což řadě karaitů zachránilo život. Po válce se někteří karaité přestěhovali do Izraele nebo USA. Většina karaitů, kteří dnes žijí v Izraeli, pochází z arabských zemí, kdy na ně dopadl hněv arabského obyvatelstva po roce 1948 a vyhlášení státu Izrael.

### Karaité dnes
V dnešní době se ke karaitskému judaismu hlásí asi 30 000 Židů. Kromě Izraele (20–25 000) žijí v USA (1 200), v bývalém Sovětském svazu a Polsku (3 000) a menší komunity je možné najít i ve Francii, Švýcarsku, Turecku, Velké Británii a jinde. Hlavním karaitskými centry v Izraeli jsou Ramla, Ašdod, Ofakim, Beerševa, mošav Ranen, mošav Maslia. Menší komunity jsou v Jeruzalému, Bat Jamu a Aradu. Hlavním karaitským centrem v USA je San Francisco, kde je jediná aktivní synagoga v Severní Americe. V roce 2017 vznikla organizace Karaite Jews of Europe, která sdružuje všechny karaity v Evropě, sídlí ve Švýcarsku a pobočku má také v České republice.
Základním principem karaismu je Bible. Veškerá náboženská praxe musí být odvozena přímo z Bible, která je jediným karaitským zákonným pramenem. Tradice je obecně přijímána stejně jako některá rabínská nařízení, ovšem pouze v tom případě, že slouží k objasnění obtížně pochopitelného nařízení, že vychází pouze z textu a je podložena tradicí a zvyky.

## Karaitská „halacha“

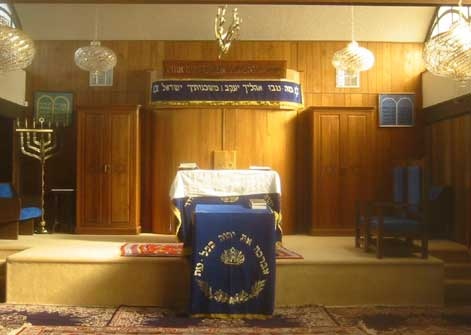
Karaitská synagoga Bnej Jisra’el

Karaitský judaismus zná termín sevel ha-jeruša, doslova „jho dědictví“, který na jednu stranu nařizuje určité principy přijmout, jsou-li podloženy tradicí, podle Ananovy doktríny „nedbejte na má rozhodnutí“ ovšem ponechává značnu volnost ve výkladu. Karaismus tak na jedné straně dovoluje chápat Bibli na individuální úrovni, na druhou stranu je velmi rigidní ohledně jakékoli změny již přijaté tradice.
Z původního velmi individualistického přístupu se karaismus vyvinul v regulérní náboženský směr s vlastní tradicí a zákony, stanovenými na podobných pincipech jako zákony v rabínském judaismu. Tento proces konsolidace byl zahájen Jehudou Hadasim ve 12. století a dokončen Elijahem Bašjazim.
Následující principy jsou normativními pravidly, na kterých je možné podle karaismu vyvozovat nařízení a zákony:
- Doslovný význam biblického textu
- Obecný konsensus obce nebo komunity
- Závěry vyvozené z Písma na základě analogie – hekeš
- Znalost vyvozená na základě rozumu a inteligence. Tato zásada není obecně přijímána všemi karaity. Princip analogie byl aplikován velmi široce od striktnější varianty gezera šava až po velmi volnou analogii. Jehuda Hadasi ustanovil ve svém díle Eškol ha-kofer téměř 80 hermeneutických pravidel, zahrnujících i pravidla talmudická. Nejužívanějšími pravidly jsou následující:
  - Analogie a výklad sousedních slov a pasáží (smuchin)
  - Kal va chomer
  - Klaf u-frat, prat u-chlal
  - Rozšíření významu (hagbara)
  - Ustanovení vyvozená z rozšiřujícího či restriktivního významu určitých slov (stejný princip jako rabínské ribuj a mi’ud).

### Principy víry
Karaitská víra se ve svých principech neliší od rabínského judaismu. Elijahu Bašjazi formuloval karaitské vyznání v deseti principech:
- Bůh stvořil svět z ničeho
- Bůh jako stvořitel není sám stvořen
- Bůh je netělesný a absolutně jediný a jedinečný
- Mojžíš byl Boží prorok a učitel Izraele
- Bůh seslal Tóru skrze Mojžíše a Tóra je dokonalá a nemůže být nahrazena ani zdokonalena žádným jiným zákonem (zvláště ne pak ústní Tórou)
- Každý věřící se musí naučit Tóru v jejím původním jazyce (hebrejštině) a správném významu (přičemž není specifikováno, jaký význam je správný)
- Bůh se zjevil i prorokům, ačkoliv ti nejsou na stejné úrovni jako Mojžíš
- Bůh vzkřísí mrtvé na konci dní
- Bůh odmění každého podle jeho skutků (osobní zodpovědnost, svoboda vůle, nesmrtelnost duše, odměna v posmrtném životě)
- Exil je Božím záměrem, sloužícím k očištění a prohloubení naděje na seslání Mesiáše syna Davidova (mesiášská doktrína je některými ranými karaity odmítána).

Principy karaitské víry se v řadě bodů shodují s oficiálními principy víry v judaismu.
Karaité nikdy neustanovili počet přikázání jako rabíni (613 přikázání). Karaitská doktrína rovněž neprošla mnohostranným vývojem jako rabínská. V některých věcech karaismus postrádá systematičnost a výklad biblického práva. Zákony, které jsou v karaismu vykládány doslovně a na které je také kladen největší důraz, jsou zákony ohledně rituální čistoty, kalendáře a svátků a zákony ohledně manželství. Karaismus při výkladu Tóry obvykle následuje striktní výklad s tendencemi k větší přísnosti.

### Kalendář
Podobně jako rabanitský i karaitský kalendář je postaven na vypočítání novoluní – Roš chodeš. Měsíc má 29 dní a karaité uznávají systém přestupných roků – během devatenáctiletého cyklu se vkládá celkem sedm přídavných měsíců, každý rovněž o 29 dnech. Ohledně výpočtu nového měsíce ale dochází k tomu, že první srpek novoluní je vidět večer 30. dne měsíce, tudíž v takovém případě se prvním dnem měsíce stává až 41 první den a měsíc je stanoven na 30denní. Prvním měsícem roku je nisan, nazýaný jménem „aviv“.
Na rozdíl od rabanitského kalendáře může Roš ha-šana připadnout na jakýkoli den týdnu (v rabanitském kalendáři díky svému trvání dvou dnů může být posunut na jiný den). Následkem toho může Jom kipur v karaitském kalendáři připadnout na jiný den než v rabanitském.
Pesach, šavu'ot a sukot jsou i pro diasporu stanoveny na sedm dní (místo na osm), Šavu’ot začíná 50. den po Šabatu během pesachu (podle interpretace Lv 23,11, která je v rabínském judaismu vykládána jinak) a tím vždy připadá na neděli. Chanuka není dodržována (ačkoli izraelští karaité někdy drží chanuku jako národní izraelský svátek). Purim je uznáván, Půst Ester ale ne. Půst Gedaljův je stanoven na 24. tišri (namísto 3., neboť tak byl připomínán navrátilci z Babylónu). Kromě půstu 10. tevetu jsou i ostatní postní dny slaveny v jiné dny než v rabínském kalendáři (karatité půsty vztahují pouze ke zničení 1. chrámu).

### Šabat
Na Šabat přijímají karaité zvláštní pravidla. Karaité neuznávají systém 39 zakázaných prací ustavených rabíny, ale systém zákazu je rozšířený na každou činnost, která přímo nesouvisí se základními lidskými potřebami nebo s vykonáváním modlitby. Podobně jako Samaritáni nebo Falašové zakazují zapalování ohně v pátek za účelem jeho používání o Šabatu. Karaité považují za oheň podobně jako rabanité i elektřinu, ale na rozdíl od rabínských židů, kteří zakazují pouze její rosvěcení nebo zhasínání o Šabatu, karaité ji zakazují všeobecně. Proto karaité trávili a tráví Šabat i v zimních měsících v chladu a tmě, bez teplého jídla.
Na rozdíl od rabanitů je také většinou karaitských autorit zakázán o Šabatu pohlavní styk. Karaité také odmítají řadu ulehčujících ustanovení ohledně Šabatu jako například Pikuach nefeš doche et ha-Šabat (záchrana života odsouvá Šabat).

### Kašrut
Karaité na základě přikázání „Nebudeš vařit mládě v mléce jeho matky“ (Ex 23,19; 34, 26; Dt 14,21) nevaří ani nepodávají hovězí či kozí maso s mlékem, máslem či sýry, ale nenásledují rabínské rozšíření omezení na jakékoli maso (tedy včetně drůbeže). Někteří karaité dokonce tvrdí, že od doby zničení Chrámu je zakázána konzumace masa obecně.

### Manželství
Karaitské zákony ohledně manželství jsou zvlášť přísné. V raných dobách byl zakázán i styk mezi nejvzdálenějšími příbuznými, čímž se karaitská komunita ocitla na pokraji vymření. Karaitští učenci přijali teorii nazvanou rikuv, stanovenou na předpokladu, že muž a žena jsou z jednoho těla (Gn 2, 4), ze kterého usoudili, že manžele jsou rovněž pokrevními příbuznými. Tuto teorii odmítl al-Basir a nahradil zákon mírnějším, který obsahoval šest omezení týkajících se zakázaných vztahů mezi různými stupni pokrevních příbuzných. Pokrevními příbuznými jsou pro muže otec, matka, bratr, sestra, jejich pokrevní příbuzní (sestra otce nebo matky, dcera syna nebo dcery) a analogicky bratrova nebo sestřina dcera. Druhým omezením je zákaz odpovídajících příbuzných pro ženu (tj. bratr otce nebo matky, syn syna nebo dcery atd.); třetím je omezení styku s manželčinými pokrevními příbuznými (inspirováno Lv 18, 17); čtvrtým totéž pro manželku; páté zapovídá sňatek dvou pokrevních příbuzných se dvěma jinými pokrevními příbuznými (např. dva bratři si vezmou matku a dceru nebo dvě sestry a naopak) (inspirováno Lv 18, 11); šesté omezení je rozšířením pátého.
Ohledně zákonů o rituální čistotě a nečistotě jsou karaitská nařízení mnohem přísnější než rabínská, zvláště pak zákony týkající se menstruace.

### Karaitská liturgie
Karaitská liturgie se skládá ze dvou modliteb denně, ráno a večer, na Šabat se přidává modlitba musaf. Modlitba se skládá ze sedmi částí (švachim – chvály, hoda’a – díkůvzdání, viduj – vyznání hříchů, bakaša – prosba, tchina, za’aka a keri’a – čtení) a vyznání víry. Modlitby se skládají z biblických pasáží s důrazem na žalmy a také některé liturgické básně, které jsou neznámé v běžné židovské liturgii. Součástí liturgie je Šema, ale Amida mezi karaity není známa. Během čtení Tóry se karaitská liturgie odlišuje ve výběru haftarot.

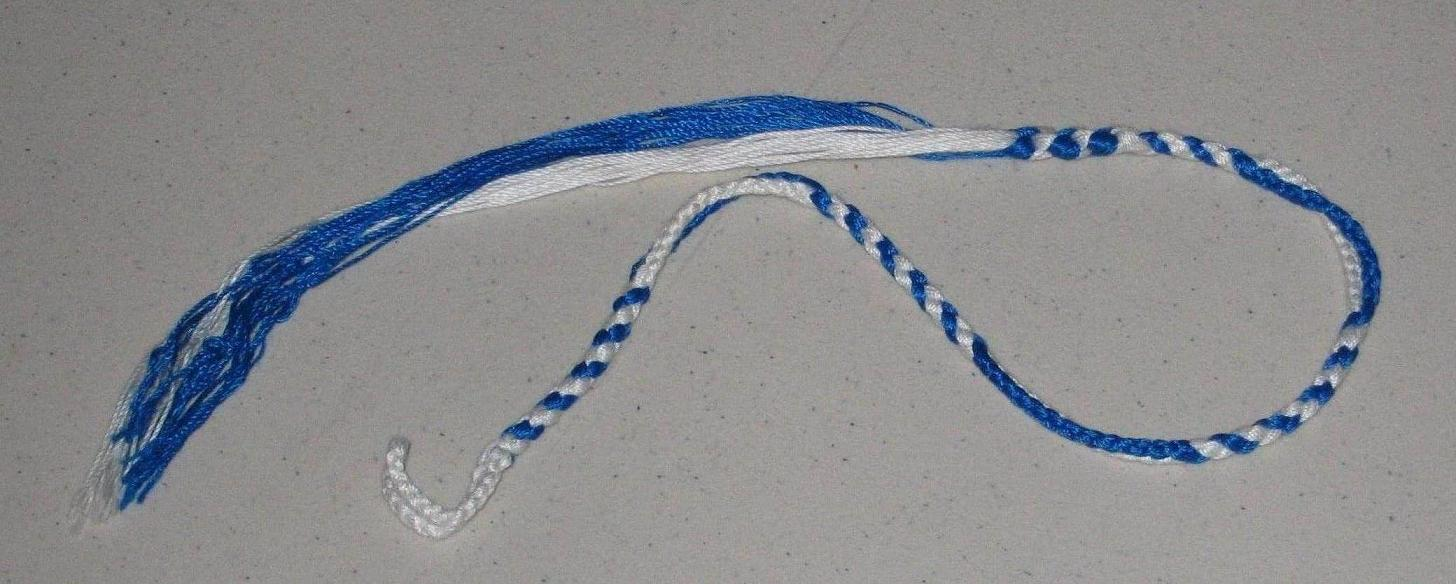
Karaitské cicit

Karaité nosí talit a cicit, které jsou odlišné od talitu užívaného ostatními židy, které neuznávají, a to i přesto, že nikde v Tóře není přesně stanoveno, jak mají vypadat. Karaité dokonce říkají i požehnání, avšak v odlišné formy než rabanité. Zatímco cicit jsou karaity považovány za přikázání, které je nutné následovat, přikázání ohledně tfilin a mezuzy jsou naopak vykládána jako obrazná a nemusí být naplňována.

### Postavení žen
Ženy mají stejné povinnosti jako muži, pro ženy však platí jistá pravidla v období menstruace. V karaitském judaismu se ženy mohou stát i duchovním vůdcem, a ačkoli takové případy nejsou časté, tak se vyskytují. Jako příklad bývá uváděna al-Mualema (učitelka), která stála v čele vlivné karaitské komunity ve Španělsku v 10. století.
Karaitský judaismus však umožňuje polygamii, muž si ovšem další ženu může vzít jen se souhlasem první manželky. Karaité tvrdí, že muž nesmí ženu k takovému souhlasu dotlačit proti její vůli, toto tvrzení bývá často zpochybňováno.